# يقظة مفرطة
اليقظة المفرطة هي حالة متقدمة من حالات الحساسية الحسية المقترنة مع كثافة مبالغ فيها للسلوكيات التي تهدف إلى اكتشاف التهديدات. كما تقترن اليقظة المفرطة كذلك بحالة من القلق المتزايد والتي يمكن أن تسبب الإرهاق. وتشتمل الأعراض الأخرى على: زيادة اليقظة بشكل غير طبيعي، والاستجابة الزائدة المحفزات، بالإضافة إلى المسح الدائم للبيئة بحثًا عن التهديدات. وفي اليقظة المفرطة، يحدث مسح دائم للبيئة للبحث عن المناظر أو الأصوات أو السلوكيات أو الروائح أو أي شيء آخر يمكن أن يمثل تذكيرًا بالتهديدات أو الصدمات. ويكون المريض منتبهًا للغاية للتحقق من عدم وجود أي مخاطر محققة قريبة. يمكن أن تؤدي اليقظة المفرطة إلى مجموعة متنوعة من الأنماط السلوكية المفرطة، بالإضافة إلى خلق صعوبات من خلال التفاعل والعلاقات الاجتماعية.
ويمكن أن تكون اليقظة المفرطة عرضًا من أعراض اضطرابات الكرب التالي للرضح (PTSD) وأنواع اضطرابات القلق المتنوعة. وهي تختلف عن الزور. ويمكن أن تبدو حالات جنون العظمة، كما هو الحال في الفصام، مشابهة من الناحية السطحية، إلا أنها تكون مختلفة من الناحية المميزة.
وتختلف اليقظة المفرطة عن فرط التيقظ المنزعج في أن الشخص يبقى قويًا وعلى دراية بالأشياء التي تحيط به. وفي فرط التيقظ المنزعج، يمكن أن يفقد المريض المصاب باضطرابات ضغوط ما بعد الصدمات الاتصال مع الواقعية ويمكن أن يعاني من حرفية أحداث الصدمات مرة أخرى. وعندما تكون هناك العديد من الصدمات، يمكن أن يصاب الشخص باليقظة المفرطة ويمكن أن يعاني من هجمات حادة من القلق التي تكون قوية بشدة لإظهار حالة وهمية تتداخل فيها تأثيرات الصدمات: على سبيل المثال، يمكن أن يتذكر الشخص أن مقاومة النيران يمكن أن تشبه غيرها كثيرًا بالنسبة للشخص من أجل الحفاظ على هدوئه. ويمكن أن يؤدي ذلك إلى متلازمة التحديق لألف ياردة.

## الأعراض
يمكن أن ينشغل الأشخاص الذين يعانون من اليقظة المفرطة بشكل كبير بدراسة البيئة للتعرف على المخاطر المحتملة، مما يجعلهم يفقدون الاتصال مع العائلة والأصدقاء. و«يتفاعلون بشكل زائد عن الحد» بالضوضاء المرتفعة وغير المتوقعة أو يمكن أن يشعروا بالإثارة في البيئات المزدحمة للغاية أو شديدة الضوضاء. وغالبًا ما يعانون من صعوبات في النوم أو الاستمرار في النوم.